# Kçirë
Kçirë, znana również jako Kcira, Kcire, Kcirre, Kecira, Kecire, Kçira, Kçirrë, Kçirë, Këçira oraz Këçirë – wieś położona w północnej części Albanii w gminie Qerret. Wieś znajduje się 77 kilometrów od stolicy państwa, Tirany.

## Demografia
Według spisu ludności z 1989 roku we wsi Kçirë mieszkało 1378 mieszkańców.